# Люсан-Адейак
Люса́н-Адейа́к (фр. Lussan-Adeilhac, окс. Luçan e Adelhac) — коммуна во Франции, находится в регионе Юг — Пиренеи. Департамент — Верхняя Гаронна. Входит в состав кантона Ле-Фусре. Округ коммуны — Мюре.
Код INSEE коммуны — 31309.

## География
Коммуна расположена приблизительно в 630 км к югу от Парижа, в 55 км к юго-западу от Тулузы.

## Климат
Климат умеренно-океанический. Зима мягкая и снежная, весна характеризуется сильными дождями и грозами, лето сухое и жаркое, осень солнечная. Преобладают сильные юго-восточные и северо-западные ветры.

## Население
Население коммуны на 2010 год составляло 229 человек.
| 1962 | 1968 | 1975 | 1982 | 1990 | 1999 | 2010 |
| ---- | ---- | ---- | ---- | ---- | ---- | ---- |
| 278  | 228  | 230  | 192  | 185  | 191  | 229  |

## Администрация
| Период | Период | Фамилия        | Партия | Примечания |
| ------ | ------ | -------------- | ------ | ---------- |
| 1971   | 2008   | Жан-Клод Галье |        |            |
| 2008   | 2020   | Жан Пик        |        |            |

## Экономика
В 2010 году среди 142 человек трудоспособного возраста (15—64 лет) 101 были экономически активными, 41 — неактивными (показатель активности — 71,1 %, в 1999 году было 65,4 %). Из 101 активных жителей работали 89 человек (53 мужчины и 36 женщин), безработных было 12 (2 мужчин и 10 женщин). Среди 41 неактивных 9 человек были учениками или студентами, 20 — пенсионерами, 12 были неактивными по другим причинам.

## Фотогалерея

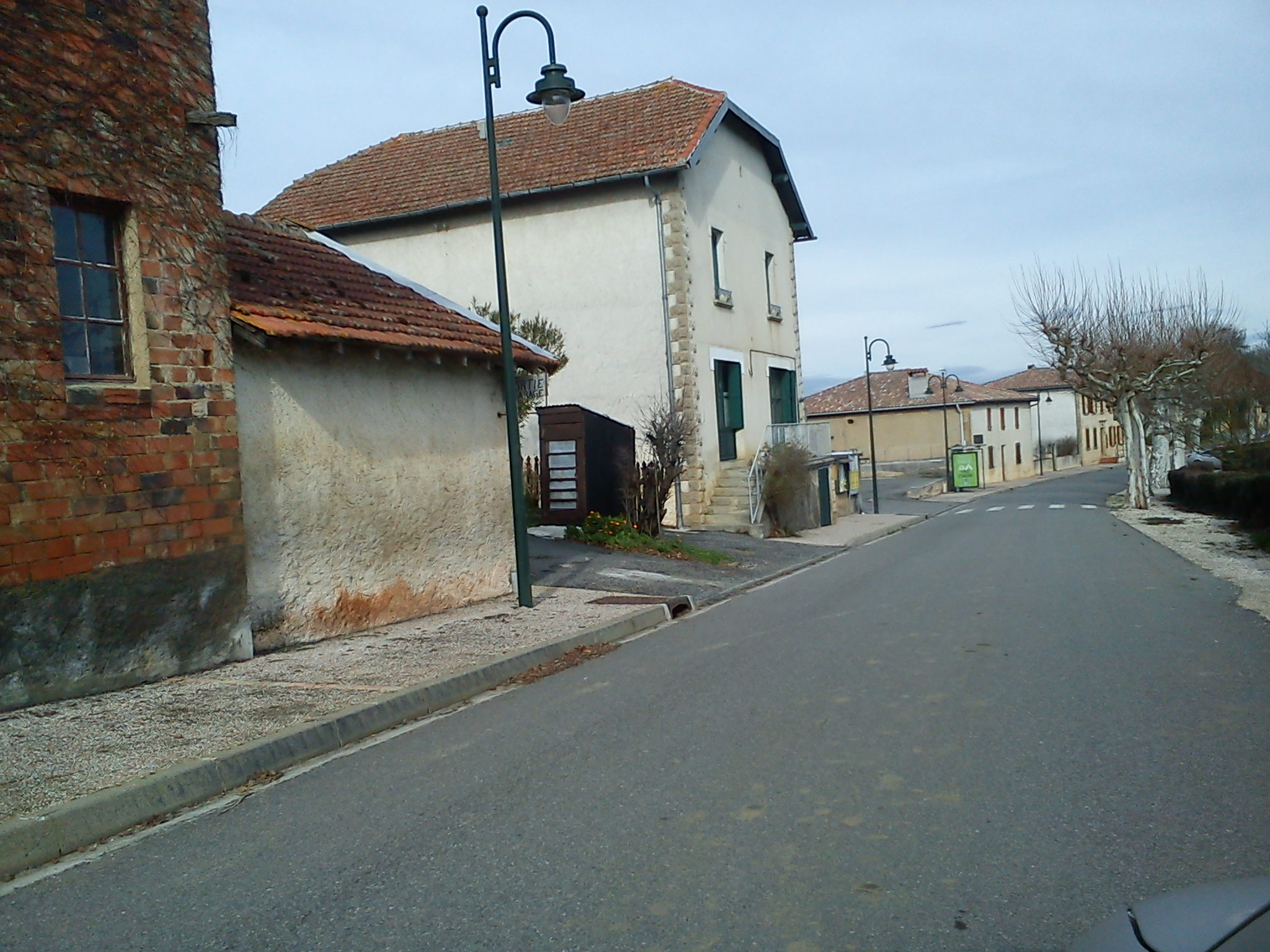
Люсан-Адейак
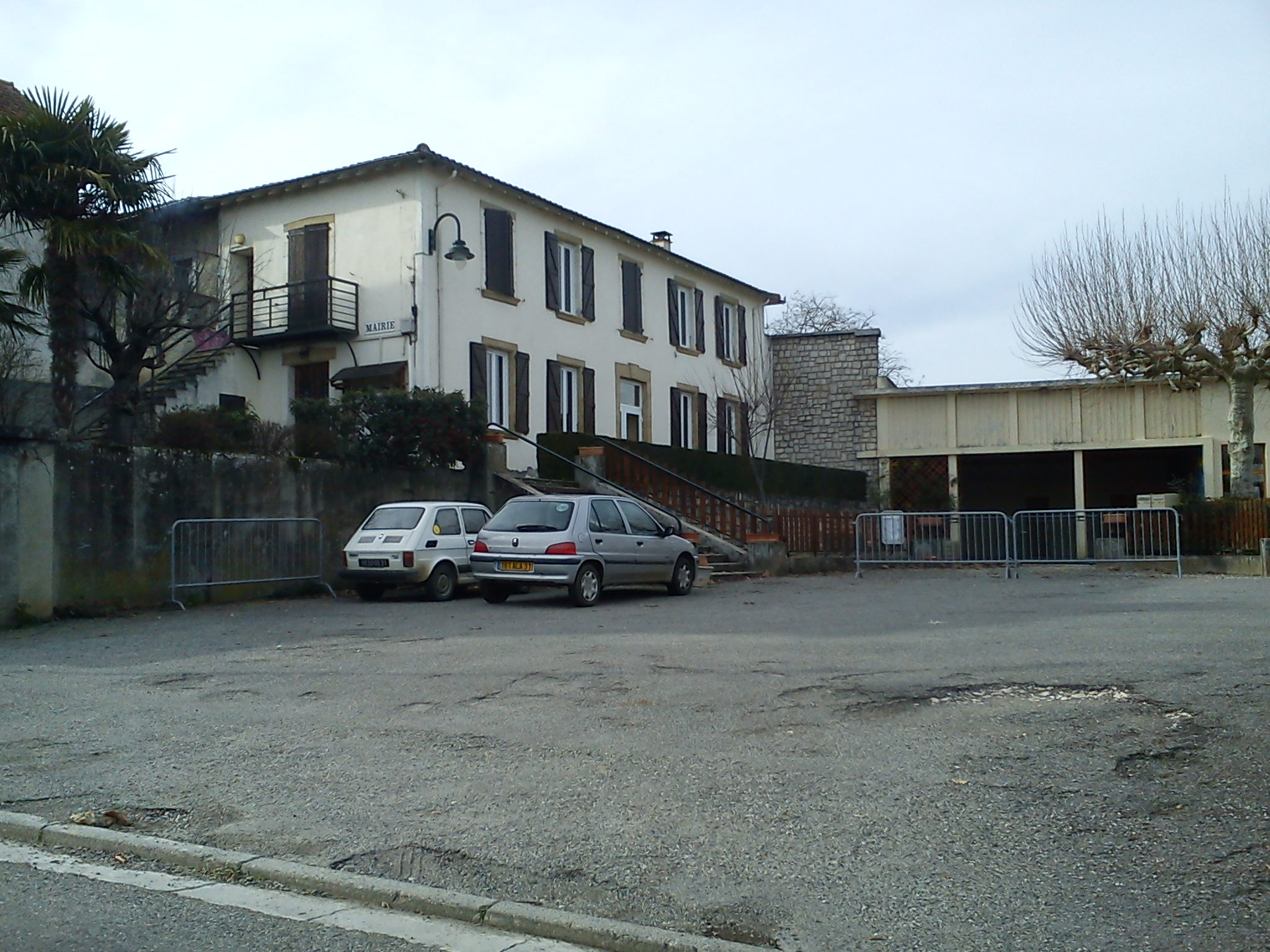
Мэрия
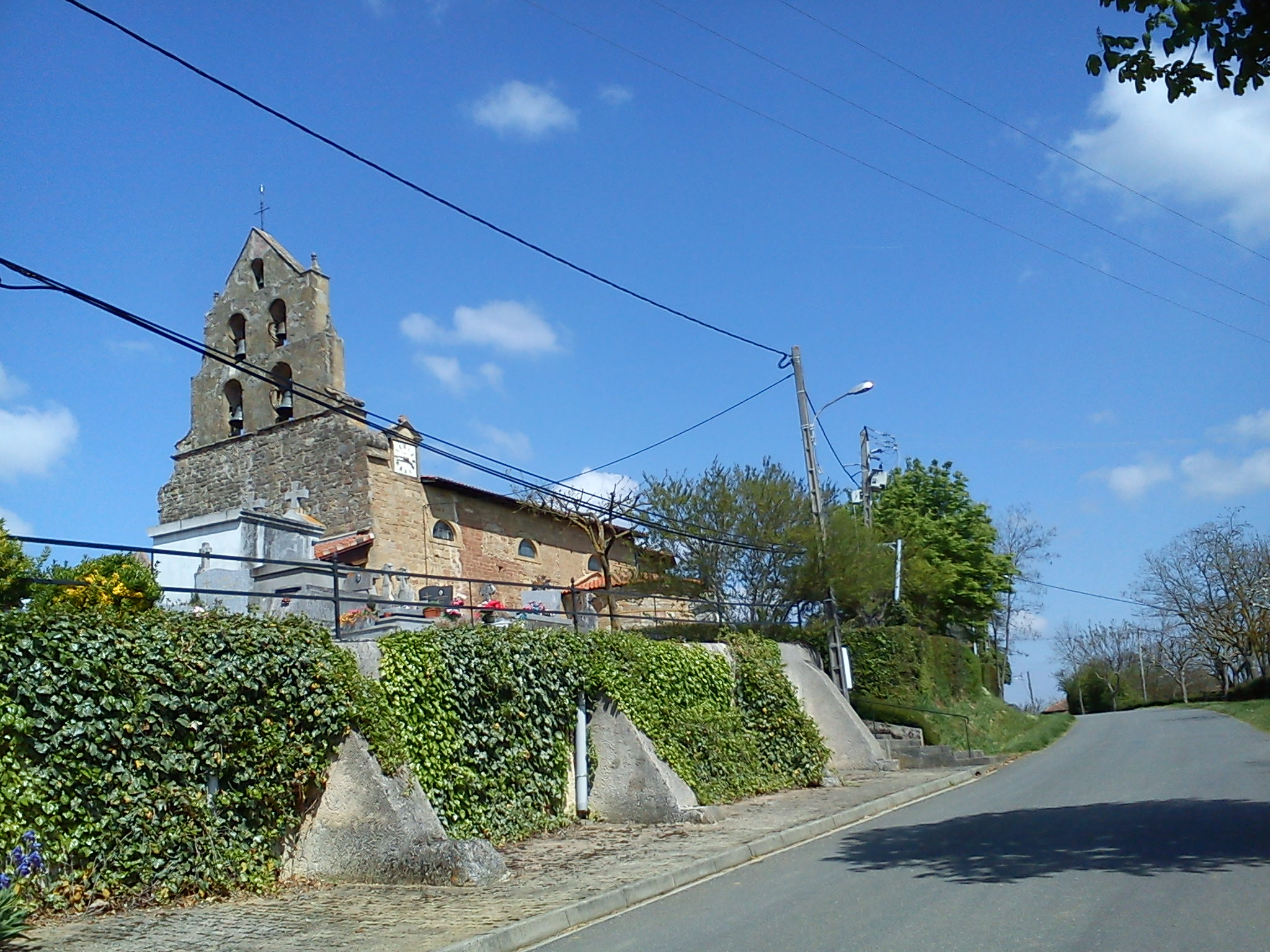
Церковь Св. Павла
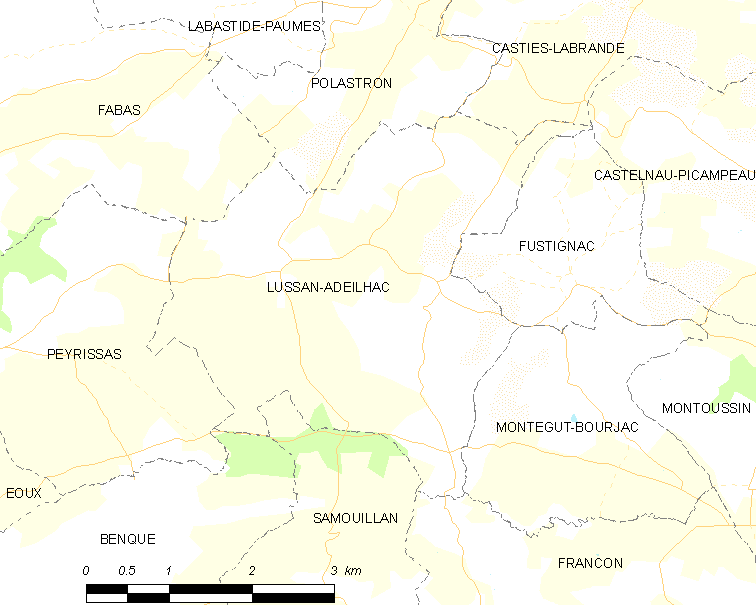
Карта коммуны